# ویلیام باروز سوم
ویلیام باروز سوم (به انگلیسی: William Seward Burroughs III) (زاده ۲۱ ژوئیه ۱۹۴۷ - درگذشته ۳ مارس ۱۹۸۱) نویسنده امریکایی و صاحب دو کتاب با نام‌های سرعت و گوشت کنتاکی است. او سومین رمان خود با نام اتصال پراکریتی را در ۱۹۷۷ شروع کرد، ولی هرگز آن را به پایان نرسانید. او در ۱۹۸۱ در سن ۳۳ سالگی به دلیل اعتیاد به الکل و نارسایی کبد درگذشت. در مستندی که در ۱۹۸۳ درباره پدرش ویلیام باروز دوم ساخته شد، به طور خلاصه به بحث‌های دوران کودکی او، مشکلات کبدی او و ارتباطش با خانواده پرداخته شده است. در این مستند جان جیورنو او را آخرین متظاهر به هنروری می‌خواند.
او نبیره ویلیام باروز اول و فرزند ویلیام باروز دوم است.